# La modificazione
La modificazione è un romanzo di Michel Butor pubblicato nel 1957 a Parigi. Nello stesso anno furono pubblicati La Jalousie di Alain Robbe-Grillet, Le Vent di Claude Simon e Tropisme di Nathalie Sarraute. Tutte opere considerate rappresentative del Nouveau roman. 

## Trama
Il romanzo narra il viaggio fisico e interiore di un uomo da Parigi verso Roma. È suddiviso in tre parti.
Parte prima. Léon Delmont narra il viaggio in treno che intraprende da Parigi, dove dirige la filiale parigina di una casa produttrice di macchine da scrivere romana, verso Roma. Questo non è un viaggio d'affari come quelli che compie regolarmente. È partito per raggiungere l'amante, Cécilie, perché ha infine deciso di rompere con la moglie Henriette, farà venire Cécilie a Parigi, le troverà un lavoro e andranno a abitare in un piccolo appartamento. Egli è fermamente deciso a lasciare la moglie ma non può fare a meno di pensare alla sua famiglia e al passo che ha intenzione di fare. Il treno arriva a Digione.
Parte seconda. Nel corso del viaggio, via via che Roma si avvicina, si mescolano i quadri delle due città, Parigi che sente fredda e austera e Roma calda e assolata, la Parigi della moglie e Roma dell'amante. Pensa ai viaggi precedenti, pensa a Cécile, pensa a Henriette, pensa al passato che è a Parigi, pensa al futuro che si trova a Roma. Nella notte mentre il treno attraversa la frontiera tutto si confonde e si mescola.
Parte terza. Mentre Roma si avvicina l'intenzione iniziale di Léon si fa sempre più impalpabile. Giunge alla conclusione che quello che ama di Cécile è l'immagine di Roma e che farla venire a Parigi non sarebbe più la stessa cosa. Decide di modificare il suo progetto iniziale. Arrivato a Roma non andrà da Cécile e tornerà a Parigi da solo.

## Commento
In questo romanzo è narrato il viaggio fisico da Parigi verso Roma e interiore di un uomo, Léon Delmont che ha preso la decisione di lasciare la moglie per l'amante che vive a Roma. La narrazione è in seconda persona plurale e al presente. Un "voi" che è la voce del narratore ma che parla in primo luogo a sé stesso, che racconta ma quasi spiega a sé la sua crisi interiore di fronte alla decisione iniziale che poi modifica nel corso del viaggio. 
È un monologo interiore che non trascura la minuziosa descrizione di quella realtà momentanea che Léon vive. Quella del viaggio, le stazioni di cui legge i nomi sui pannelli, i suoi compagni di viaggio che salgono, scendono dal treno, si muovono nella carrozza, escono entrano dallo scompartimento, passeggeri che sono attori della sua narrazione personale. Il viaggio che è anche una fuga dalla grigia quotidianità di Parigi, dalla moglie, al sogno e al desiderio, nella mediterranea Roma, dall'amante. Butor ci racconta con un monologo interiore, un flusso di coscienza, frammentato dagli avvenimenti del viaggio e dagli oggetti stessi, di un uomo che in fondo, quasi alla metà, si rende conto che l'amante rappresenta per lui l'immagine della città eterna e che non avrebbe nessun posto a Parigi. Il desiderio è nell'assolata Roma. 
Quell'amore Cécilie-Roma esiste perché all'altra parte, all'inizio del viaggio, c'è una Henriette-Parigi. Che Cécilie a Parigi non sarebbe la stessa cosa. Ma questa consapevolezza è sofferta, esce fuori da una tormentata elaborazione di passato e presente durante tutto il viaggio. La dimensione degli oggetti e la loro descrizione precisa e minuziosa non è qui preponderante come nei romanzi di Robbe-Grillet ed è invece l'aspetto psicologico e la dimensione della coscienza che sono centrale. E il flusso dei suoi pensieri mostra questa coscienza, a noi ma anche al narratore stesso, questo viaggio nell'anima.

## Edizioni
- (FR) La modificazione, Éditions de Minuit, 1957,  p. 240, ISBN 2-7073-0242-2.
- La modificazione, traduzione di Oreste Del Buono, Collana Medusa, Milano, Mondadori, 1959.
- La modificazione, traduzione di Sergio Claudio Perroni, Collana Mine vaganti n.31, Roma, Fandango, 2006, ISBN 978-88-6044-003-7.